# Hyloscirtus estevesi
Hyloscirtus estevesi är en groddjursart som först beskrevs av Juan A. Rivero 1968.  Hyloscirtus estevesi ingår i släktet Hyloscirtus och familjen lövgrodor. IUCN kategoriserar arten globalt som otillräckligt studerad. Inga underarter finns listade i Catalogue of Life.